# At the Dog Show
At the Dog Show è un cortometraggio muto del 1912. Il nome del regista non viene riportato nei credit del film, un documentario girato a Long Island.

## Produzione
Il film, prodotto dalla Vitagraph Company of America, venne girato a Mineola, Long Island.

## Distribuzione
Distribuito dalla General Film Company, il film - un cortometraggio in una bobina - uscì nelle sale cinematografiche statunitensi il 18 dicembre 1912. Nelle proiezioni, veniva programmato con il sistema dello split reel, accorpato in un'unica bobina con un altro cortometraggio prodotto dalla Vitagraph, la comica Who Stole Bunny's Umbrella?.